# Satchelliella tjentistensis
Satchelliella tjentistensis és una espècie de dípter pertanyent a la família dels psicòdids present als territori de l'antiga  Iugoslàvia. Va ser descrita per l'entomòloga S. Krek el 1970.